# Intuitive Surgical
Intuitive Surgical est une entreprise de conception et de production de robots médicaux. Elle est basée à Sunnyvale en Californie. 

## Historique
Le centre de recherche SRI_International, à l'époque rattaché à l'Université de Stanford, effectuait dans les années 90 des recherches sur les possibilités d'interventions chirurgicales à distance. En 1995, John Freund, Frederic Moll et Robert Younge se montrent intéressés par les techniques chirurgicales micro-invasives assistées par des robots et lèvent des fonds auprès de Mayfield Fund, Sierra Ventures et Morgan Stanley pour développer ce type de technologies. Le premier prototype est présenté en 1997.
Depuis sa fusion avec son concurrent Computer Motion en 2003, Intuitive Surgical commercialise le robot médical de chirurgie Da Vinci, dont 1 400 exemplaires avaient été vendus début 2010, à plus de un million de dollars l'unité. En 2019, il y avait 144 robots Da Vinci déployés en France. 
Intuitive Surgical fait partie des indices NASDAQ-100, S&P 500 et Fortune 500. 

## Utilisation

### Usages médicaux
Selon les pays et les autorisations de mise sur le marché, les systèmes robotisés peuvent servir dans différents actes : 
- Chirurgie générale
- Prostatectomie, pyeloplastie, cystectomie, nephrectomie et réimplantation urétrale
- Hysterectomie, myomectomie et sacrocolpopexie
- Hernie hiatale et Hernie inguinale
- cholecystectomie
- Transplantation pulmonaire

### Apprentissage
Depuis les années 2010, des formations spécifiques à l'usage des robots chirugicaux pour les médecins et inflirmers existent en France, notamment à l'Institut de recherche contre les cancers de l'appareil digestif (IRCAD) au CHU de Strasbourg ou encore l'école de chirurgie de Nancy, qui dépend du CHU de la ville.
En 2014, le modèle da Vinci Xi a obtenu le marquage CE. 

## Voir également
- Cobotique
- Da Vinci (chirurgie)